# Afachia
Per afachìa (composto di ἀ- privativa e del gr. ϕακός, «lente») si intende una malattia oculistica piuttosto rara che comporta l'assenza del cristallino, cioè della lente interna dell'occhio.

## Fisiopatologia
Raramente congenita, essa abitualmente consegue ad un intervento chirurgico (estrazione del cristallino opaco, più comunemente denominato cataratta) o ad un grave trauma contusivo che ne determina lo spostamento (cioè la lussazione) nella camera vitrea, situata nel segmento posteriore del bulbo oculare, a ridosso della rètina.
In caso di gravi ed estese ferite perforanti (a tutto spessore) della cornea può avvenire il prolasso, cioè la fuoriuscita, del cristallino dal bulbo.
L'afachia chirurgica (o contusiva) abitualmente non è compatibile con una sufficiente funzione visiva e deve pertanto essere corretta con mezzi ottici, cioè con lenti. Le lenti possono essere inserite nei comuni occhiali a tempiale: in tal caso esse risultano assai spesse, pesanti e mal tollerate. La correzione con occhiali dell'afachia chirurgica è pressoché impossibile in caso di intervento eseguito in un solo occhio, poiché la differenza di dimensioni delle immagini veicolate dai due occhi non è sopportata a livello cerebrale, dove le immagini stesse vengono elaborate.

## Trattamento
Migliore efficacia hanno invece le lenti a contatto applicate sulla superficie anteriore del bulbo oculare: esse non modificano significativamente le dimensioni reali delle immagini, ma risultano spesso difficilmente manipolabili dalle persone anziane, che sono i più comuni candidati all'operazione di estrazione della cataratta. La soluzione ideale è rappresentata dal cristallino artificiale (o lente intraoculare), che al termine della procedura chirurgica viene inserito nel luogo anatomico originario o in tutta prossimità.
L'intervento attualmente più efficace si chiama facoemulsificazione e utilizza un manipolo a ultrasuoni per frammentare il nucleo, cioè la parte centrale più consistente del cristallino, e uno strumento di aspirazione e irrigazione per rimuovere il materiale periferico più soffice, denominato corteccia. Ripulito l'interno del sacco che riveste il cristallino naturale e di cui si conserva l'involucro posteriore (capsula), la nuova lente, ovvero il cristallino artificiale, viene fissata in modo stabile all'interno del sacco capsulare.
La condizione di un occhio sottoposto a estrazione di cataratta e corretto con cristallino artificiale si chiama pseudofachia.